# Kościół Chrystusa Króla Wszechświata w Krzemieniewie
Kościół Chrystusa Króla Wszechświata – katolicki kościół parafialny, zlokalizowany w Krzemieniewie, w gminie Czarne. Funkcjonuje przy nim parafia Chrystusa Króla Wszechświata.

## Historia
Wcześniejsza świątynia istniała we wsi już w 1410. Protestancki kościół z muru pruskiego powstał w drugiej połowie XVIII wieku (prawdopodobnie 1764) dla miejscowych protestantów (być może przebudowany z wcześniejszej świątyni z 1629). W XIX wieku przeszedł restaurację, m.in. dostawiono kruchtę i zbudowano nowy hełm wieży. Po II wojnie światowej przejęty przez katolików, poświęcony 18 czerwca 1947, a w 1959 wpisany do rejestru zabytków. Remontowany w latach 70. XX wieku. Parafię erygowano 4 sierpnia 1989. W latach 1998–2009 kościół przeszedł gruntowny remont, bowiem był w tak złym stanie technicznym, że groziła mu katastrofa budowlana. 

## Architektura
Świątynia należy do najstarszych, istniejących kościołów powiatu człuchowskiego. Jest salowa, bez wyodrębnionego z bryły prezbiterium. Elewacja frontowa oszalowana. Wieża drewniana, czworoboczna o ścianach zwężająca się ku górze, obudowana z boku oraz z przodu aneksami i zwieńczona ośmiobocznym hełmem iglicowym (kryty gontem).  

## Wyposażenie
Zachowana jest jedna boczna empora i dzwon z 1607. Wyposażenie jest nowsze, pochodzi z okresu remontu w latach 1998-2009. Należą doń: droga krzyżowa, lampy, chór z malowaną emporą i obraz Matki Bożej Pocieszenia i Dobroci (dekoracje malarskie i obraz autorstwa  Stanisławy Sierant z Człuchowa). 

## Galeria

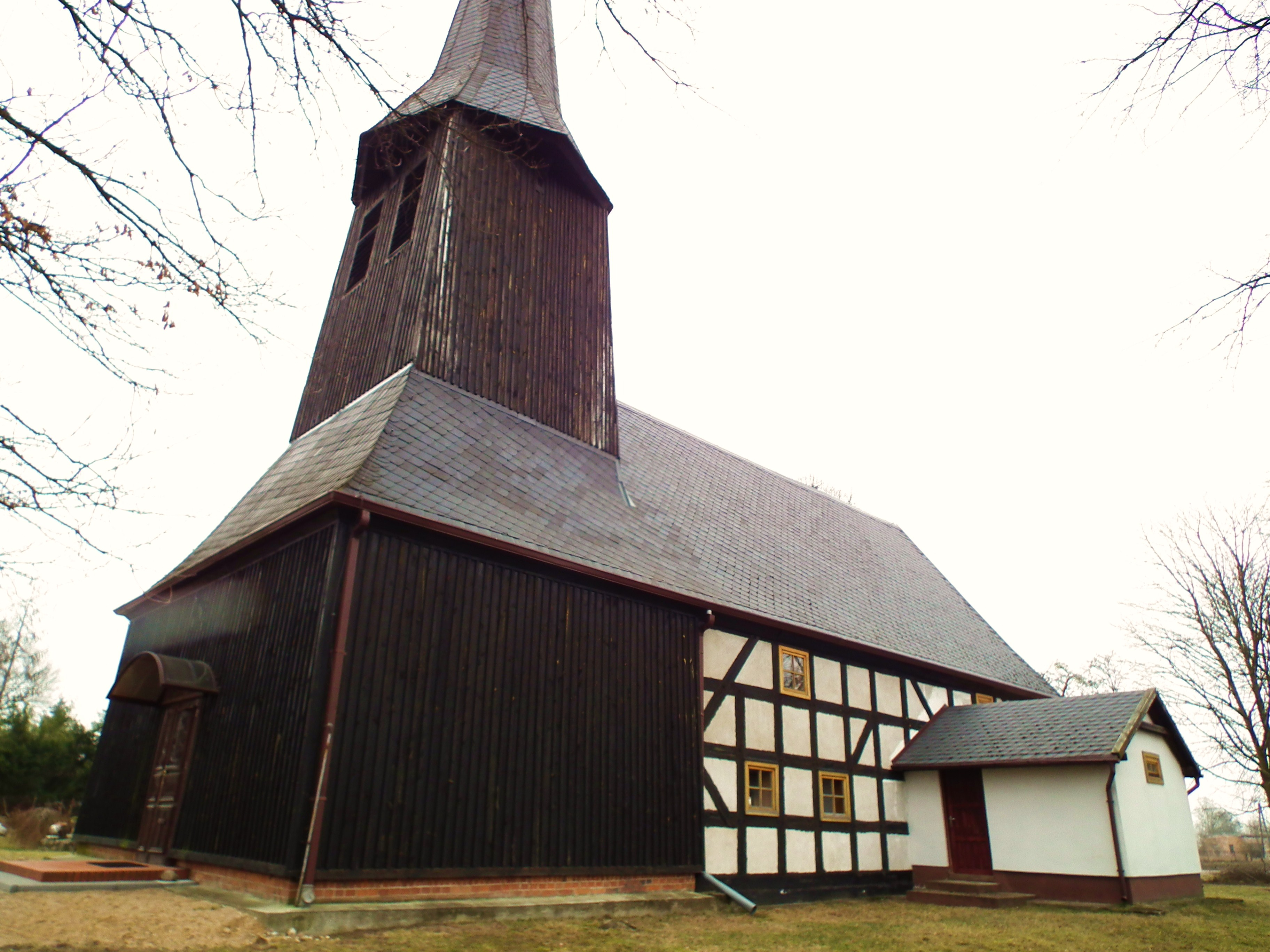
Elewacja z zakrystią
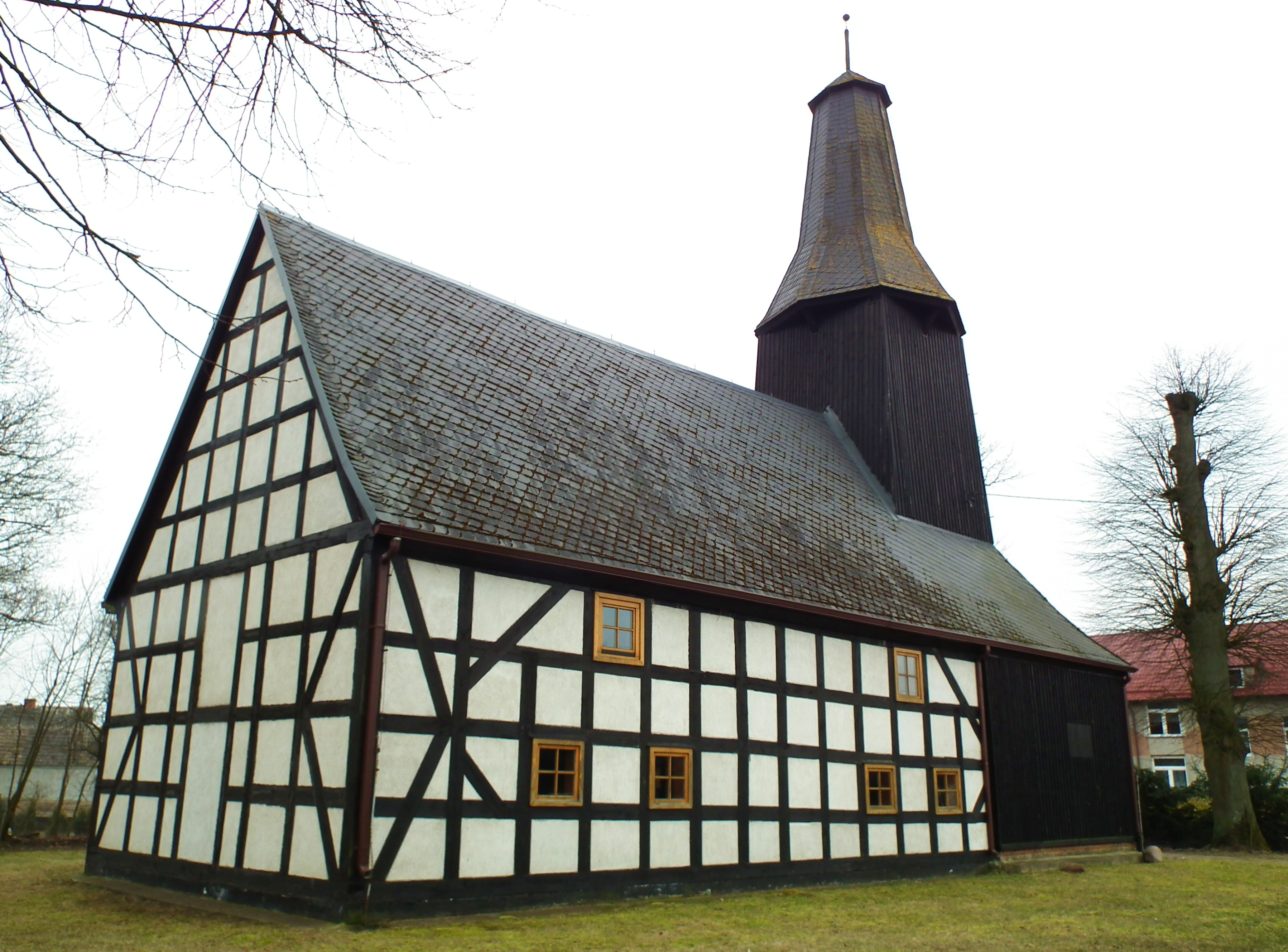
Elewacja tylna
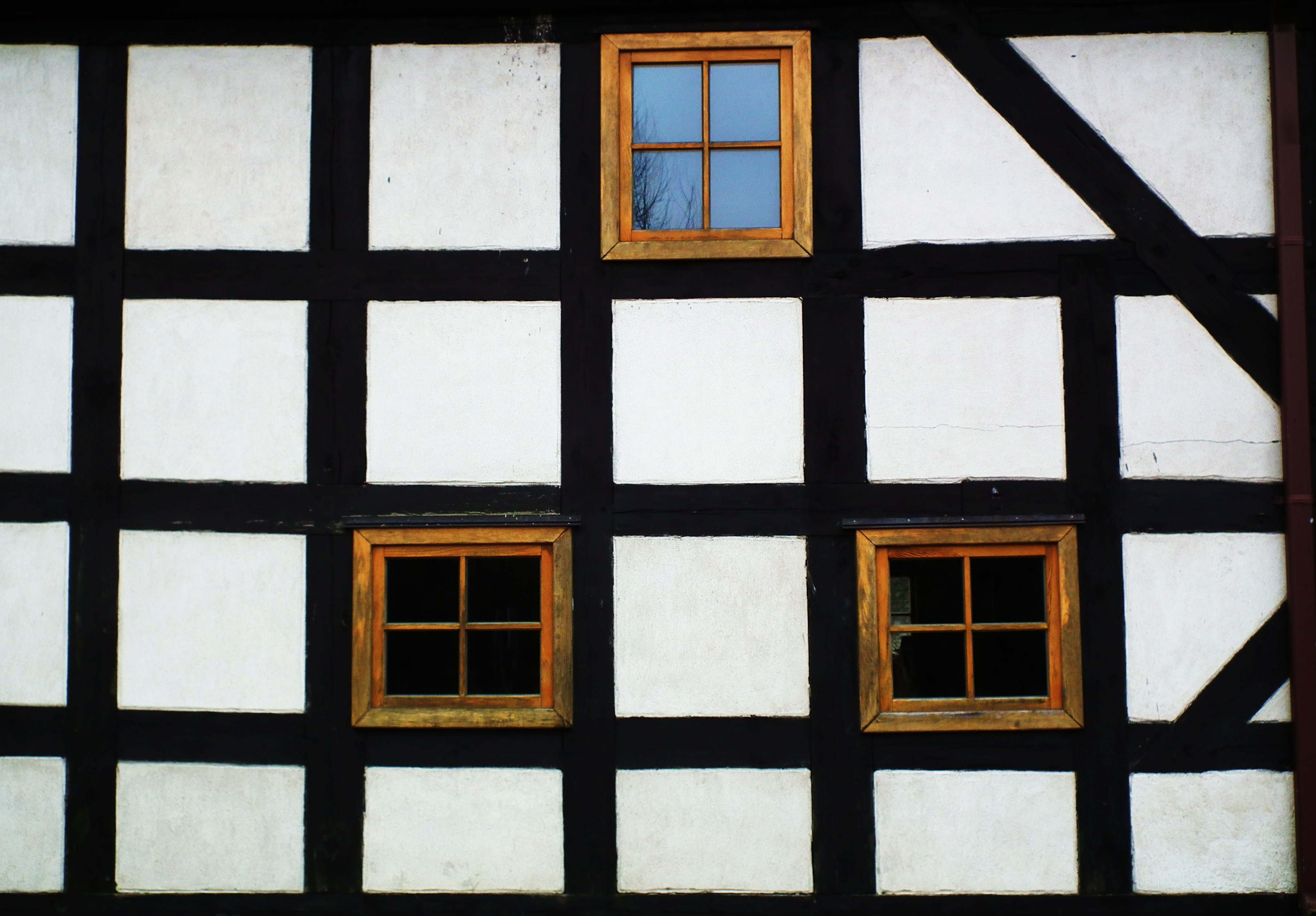
Detal elewacji